# Gosen (Niigata)
Gosen (五泉市 Gosen-shi?) es una ciudad en la prefectura de Niigata, Japón, localizada en la parte centro-oeste de la isla de Honshū, en la región de Chūbu. El 1 de marzo de 2021 tenía una población estimada de 47 262 habitantes y una densidad de población de 134 personas por km².

## Geografía
Gosen se encuentra en una región interior del centro-norte de la prefectura de Niigata. El río Agano atraviesa la ciudad.

## Historia
El área de la actual Gosen era parte de la antigua provincia de Echigo. Bajo el shogunato Tokugawa, partes de lo que ahora es Gosen estaban bajo el control del dominio Muramatsu, un dominio feudal menor gobernado por una rama menor del clan Hori. El pueblo de Gosen fue creado dentro del distrito de Kitakanbara, Niigata, el 1 de abril de 1889. La ciudad moderna fue establecida el 3 de noviembre de 1954, tras la fusión de Gosen con los pueblos de Sumoto, Kawahigashi y Hashida. El 1 de enero de 2006, Muramatsu (del distrito de Nakakanbara) se fusionó con Gosen.

## Demografía
Según los datos del censo japonés, la población de Gosen ha disminuido constantemente en los últimos 30 años.
| Gráfica de evolución demográfica de Gosen entre 1960 y 2015 |
|                                                             |
| Oficina de Estadísticas de Japón                            |